# ボラ・コスティッチ
ボラ・コスティッチ（セルビア語: Бора Костић, ラテン文字転写: Bora Kostić、1930年6月14日 - 2011年1月10日）は、セルビア（旧ユーゴスラビア）の元サッカー選手。ポジションはフォワード。

## 経歴
レッドスター・ベオグラードでキャリアのほとんどを過ごし公式戦で341試合230得点を記録、389試合155得点のドラガン・ジャイッチと共にクラブの出場・得点記録の1位と2位を占めている。ユーゴスラビア代表では1956年から1964年までの33試合に出場し26得点を記録した。